# Liste der Baudenkmäler in Konzen
Die Liste der Baudenkmäler in Konzen enthält die denkmalgeschützten Bauwerke auf dem Gebiet von Monschau-Konzen in Nordrhein-Westfalen. Diese Baudenkmäler sind in der Denkmalliste der Stadt Monschau eingetragen; Grundlage für die Aufnahme ist das Denkmalschutzgesetz Nordrhein-Westfalen (DSchG NRW).

| Bild           | Bezeichnung       | Lage                            | Beschreibung | Bauzeit         | Eingetragen seit | Denkmal- nummer |
| -------------- | ----------------- | ------------------------------- | ------------ | --------------- | ---------------- | --------------- |
| Gebäude        | Gebäude           | Konzen Auf der Hardt 2 Karte    | Hardthof     |                 |                  | 347             |
| Gebäude        | Gebäude           | Konzen Am Entenpol 3 Karte      |              |                 |                  | 314             |
| Gebäude        | Gebäude           | Konzen Hatzevennstraße 13 Karte |              |                 |                  | 305             |
| Gebäude        | Gebäude           | Konzen Hohe Straße 20 Karte     |              |                 |                  | 340             |
| Gebäude        | Gebäude           | Konzen Hohe Straße 24 Karte     |              |                 |                  | 242             |
| weitere Bilder | St. Peter         | Konzen Kirchweg Karte           |              | 12. Jahrhundert |                  | 384             |
| weitere Bilder | Pankratiuskapelle | Konzen Kirchweg Karte           |              | 890             |                  |                 |
| Gebäude        | Gebäude           | Konzen Trierer Straße 2 Karte   |              |                 |                  | 46              |
| Gebäude        | Gebäude           | Konzen Trierer Straße 17 Karte  |              |                 |                  | 323             |
|                |                   | Konzen Trierer Straße 60 Karte  |              |                 |                  | 323             |
| Gebäude        | Gebäude           | Konzen Trierer Straße 98 Karte  |              |                 |                  | 334             |